# Cornerstone (gruppo musicale)
I Cornerstone sono una band hard rock danese fondata nel 1998 dall'ex cantante dei Rainbow Doogie White e dall'ex bassista dei Royal Hunt Steen Mogensen.

## Formazione
- Doogie White - voce
- Steen Mogensen - basso
- Jacob Kjaer - chitarra
- Kasper Damgaard - chitarra
- Allan Sorensen - batteria

## Discografia
- Arrival (2000)
- Human Stain (2002)
- Once Upon Our Yesterdays (2003)
- In Concert (2005)
- Two Tales of One Tomorrow (2007)